# Martin Buchan
Martin McLean Buchan est un footballeur écossais évoluant au poste de défenseur né à Aberdeen le 6 mars 1949.
Il fait partie d'une famille de footballeurs : son père Martin senior, son frère George (en) ainsi que son fils Jamie (en) ayant également joué pour Aberdeen FC. Il fait partie du Scottish Football Hall of Fame, depuis 2013, lors de la dixième session d'intronisation.

## Carrière
Martin Buchan a été formé à Aberdeen FC où il est devenu professionnel en 1966. Il est capitaine du club écossais de 1970 à 1972. En 1971, il connait sa première sélection en équipe nationale face au Portugal.
Le 29 février 1972 il est recruté par l'entraîneur de Manchester United, Frank O'Farrell pour 120 000£, ce qui représente alors le transfert le plus important du club mancunien. Il dispute son premier match en Angleterre face à Tottenham, le 4 mars 1972. Il jouera 456 matchs pour MU, marquant 4 buts et étant capitaine de 1973 à 1979. Dans le même temps, il participe aux coupes du monde 1974 et 1978. En 1983, il quitte le club en raison de blessures.
Après son départ de Manchester, il jouera brièvement pour Oldham Athletic avant de s'essayer tout aussi brièvement au métier d'entraîneur à Burnley.

## Palmarès
- Coupe d'Écosse :
  - Vainqueur : 1970
  - Finaliste : 1967

- Coupe d'Angleterre :
  - Vainqueur : 1977
  - Finaliste : 1976, 1979
- Championnat d'Angleterre
  - Second : 1980

Il a également été sélectionné 34 fois en équipe nationale entre 1971 et 1978, portant le brassard de capitaine à deux reprises : face à la Roumanie en 1975 et l'Argentine en 1977.